# (17881) Radmall
(17881) Radmall (1999 CA51) – planetoida z pasa głównego asteroid okrążająca Słońce w ciągu 3,42 lat w średniej odległości 2,27 j.a. Odkryta 10 lutego 1999 roku.